# Melipotis sinualis
Melipotis sinualis är en fjärilsart som beskrevs av Harvey 1877. Melipotis sinualis ingår i släktet Melipotis och familjen nattflyn. Inga underarter finns listade i Catalogue of Life.